# 南美刺陶鯰
南美刺陶鯰，為輻鰭魚綱鯰形目鼬鯰科的其中一種，為熱帶淡水魚，分布於南美洲巴西黑河流域，體長可達21公分，棲息在底層水域，生活習性不明。